# Tonino Benacquista
Tonino Benacquista (Choisy-le-Roi, França, 1 de setembro de 1961) é um escritor e roteirista francês.